# チェザーテ
チェザーテ（伊: Cesate）は、イタリア共和国ロンバルディア州ミラノ県にある、人口約14,000人の基礎自治体（コムーネ）。

## 地理

### 位置・広がり

#### 隣接コムーネ
隣接するコムーネは以下の通り。括弧内のMBはモンツァ・エ・ブリアンツァ県、VAはヴァレーゼ県所属を示す。
- カロンノ・ペルトゥゼッラ (VA)
- ガルバニャーテ・ミラネーゼ
- リンビアーテ (MB)
- セナーゴ
- ソラーロ

### 地震分類
イタリアの地震リスク階級 (it) では、4 に分類される
。